# Герб України

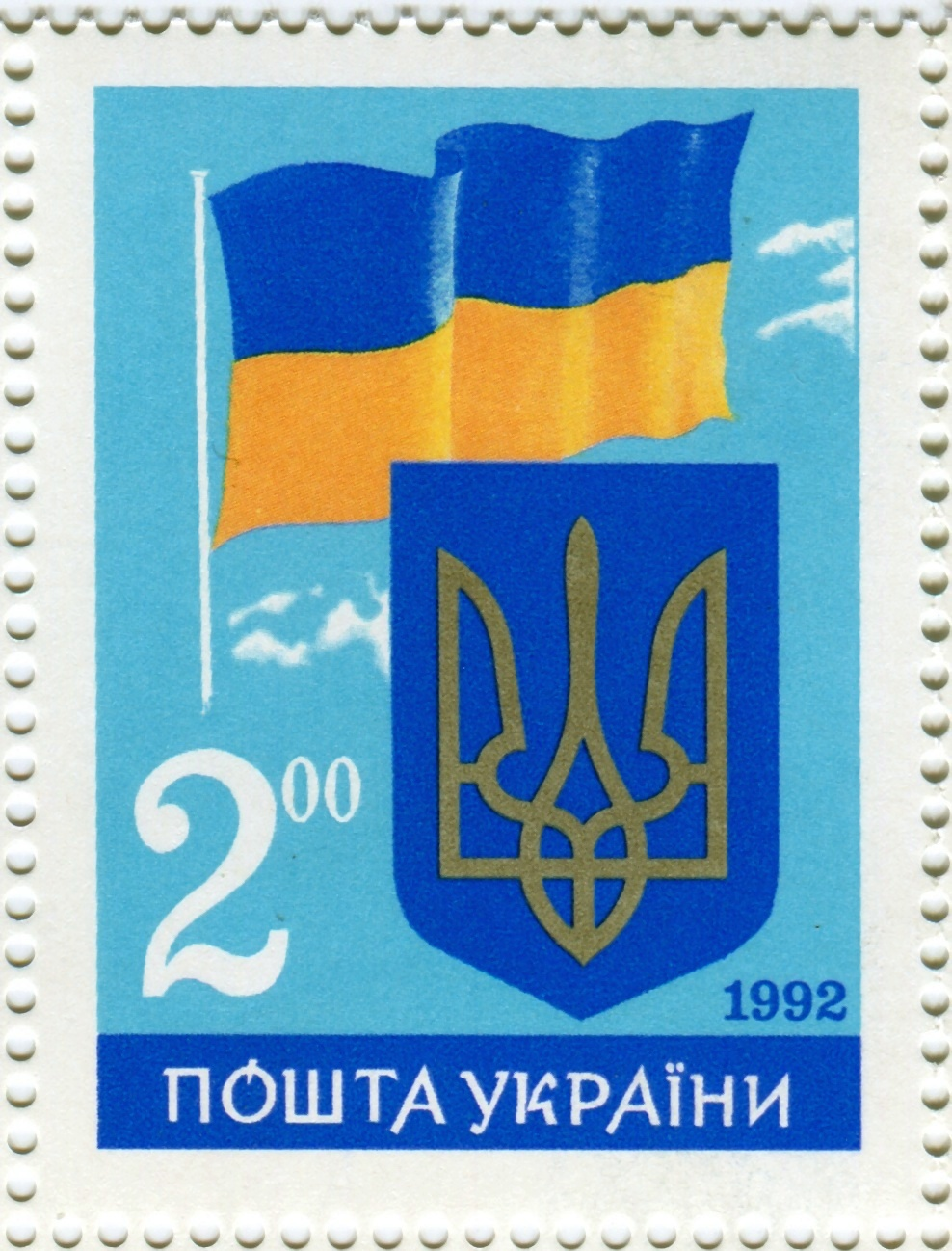
Марка Укрпошти «Перша річниця незалежності України. Державний Герб та Державний Прапор України». 1992 р.

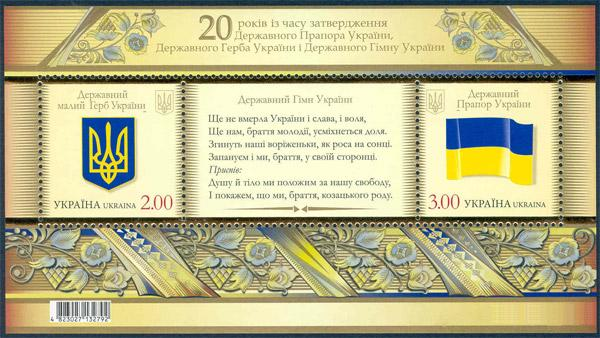
Зчіпка «20 років із часу затвердження Державного Прапора України, Державного Герба України і Державного Гімну України» із 2 марок: «Державний Прапор України», «Державний Герб України». 2012 р.

Держа́вний герб України, або малий Державний Герб України — офіційний символ держави Україна у вигляді золотого тризуба на синьому щиті. Один із трьох державних символів України нарівні з прапором і гімном.
Тризуб був затверджений як малий герб України 19 лютого 1992 року постановою Верховної Ради разом із своїм графічним зображенням. У 1996 році його статус був закріплений у Статті 20 Конституції України, де він також згадується як «Знак Княжої Держави Володимира Великого».
Герб походить від знаків Рюриковичів X—XII століття, з часів Київської Русі. Традиція використання герба-тризуба веде свій початок від герба Української Народної Республіки, від ухвал 12 лютого 1918 Малої ради у Коростені та 22 березня того ж року Української Центральної Ради в Києві. Окрім тризуба історичними гербами українських державних утворень були руський лев, руська погоня, лицар із самопалом Війська Запорозького тощо.
Відповідно до Конституції тризуб має стати головним елементом великого Державного Герба України, що має бути прийнятий конституційною більшістю Верховної Ради (2/3 голосів) із урахуванням герба Війська Запорізького. Водночас попри проведення декількох конкурсів на проєкт великого герба, жоден із них так і не був затверджений.

## Опис та затвердження
19 лютого 1992 року Верховна Рада України затвердила своєю постановою Державний Герб України. Ним став золотий Тризуб на синьому щиті — національний символ українців часів визвольних змагань XX століття. Проєкт герба, затверджений Верховною Радою, був розроблений групою українських геральдистів — Андрієм Гречилом, Олексієм Коханом та Іваном Турецьким.
Постанова визначала Тризуб малим гербом України, вважаючи його головним елементом великого герба. Зображення герба мусило розміщуватися на печатках органів державної влади і державного управління, грошових знаках та знаках поштової оплати, службових посвідченнях, штампах, бланках державних установ. Документ також мав додаток, в якому містилися кольорове, чорно-біле та схематичне зображення герба із вказаними пропорціями щита і тризуба.
28 червня 1996 року була прийнята Конституція України, яка у Статті 20 проголошувала Тризуб головним елементом Великого Державного Герба України. Тризуб визначався як знак княжої держави Володимира Великого і малий Державний Герб України. Згідно з Конституцією великий Державний герб мусив встановлюватися в майбутньому, окремим законом Верховної Ради України, з урахуванням малого герба та герба Війська Запорізького.

Кольоровий герб
Чорно-білий герб
Герб (схема)
Тризуб (схема)

### Стандартизація кольору
| Схема   | Насичений блакитний   | Жовтий                      |
| ------- | --------------------- | --------------------------- |
| Pantone | Pantone Coated 2935 C | Pantone Coated Yellow 012 C |
| Lab     | 34.02, −2.19, −64.19  | 85.29, 5.18, 109.8          |
| RAL     | 5005                  | 1023 Traffic yellow         |
| RGB     | 0, 87, 184            | 255, 215, 0                 |
| CMYK    | 100, 71, 0, 0         | 2, 12, 100, 0               |
| HEX     | #0057b8               | #ffd700                     |
| Websafe | #0066cc               | #ffcc00                     |

## Історія
|                                       |  |  |
| Пам'ятна монета НБУ «Наш герб» (2022) |  |  |

### Русь

#### Руська земля

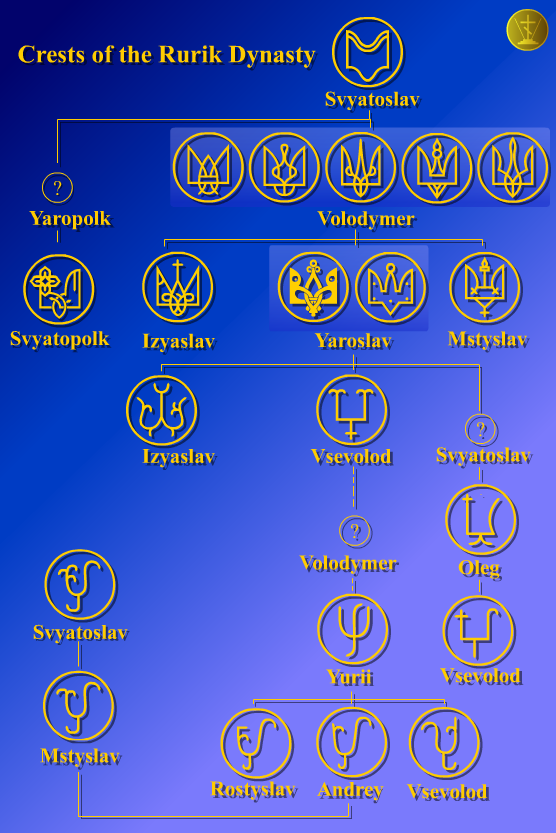
Знаки Рюриковичів

За часів Київської Русі тризуб був родовим знаком Рюриковичів. Його зображення археологи знаходять на монетах, печатках, посуді, цеглі, настінних розписах.

Знак Святослава Хороброго
Знак Володимира Святого
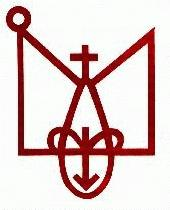
Знак Ізяслава Володимировича
Ярослав Мудрий
Знак Ізяслава Ярославича

Посли Київського князя Ігоря (912—945 рр.) при укладанні договору з візантійцями мали свої печатки з тризубами. Київський князь Володимир Святославович (980—1015 рр.) карбував тризуб на монетах, де з одного боку зображувався портрет володаря, а з іншого — тризуб.

#### Королівство Русь[11]
Руський лев вперше фігурує на печатці руського короля Юрія І, датованій початком XIV ст. На її лицьовій стороні зображено монарха на троні, а на зворотній — озброєний вершник, що тримає щит із зображенням лева на задніх лапах. На печатці напис латиною: «Sigillum Domini Georgi Regis Rusie» (Печатка господаря Георгія-Юрія, короля Руси), на звороті: «Sigillum Domini Georgi Ducis Ladimerie» (печатка господаря Георгія-Юрія, князя Володимирії).
На печатці його сина Лева II, зображено лише лева без вершника; звір стоїть на задніх лапах і обернений ліворуч, проте є думка, що остання належала ще королю Леву І.
Фігури левів як символи Русі знаходимо на срібних монетах литовського князя Любарта, останнього правителя Королівства Руси (1340—1383), та його сина Федора (1384—1387). Це й же мотив бачимо на руських грошиках, емісія яких тривала за часів панування на Русі польського короля Казимира III (1349—1370), угорського короля Людовіка (1370—1372, 1378—1382) та його намісника — опольського князя Володислава (1372—1378).
Лев як символ Русі зображений на великій печатці польського короля Олександра 1504—1505 років, поряд з гербами Польщі (срібним орлом), Литви (погонею) та Пруссії (чорним орлом).

Галицько-Волинське князівство
Белзьке князівство
Чернігівське князівство[джерело?]
Холмське князівство
Подільське князівство
Волинська земля 14 століття
Перемишльська земля 14 століття
Галицька земля 14 століття
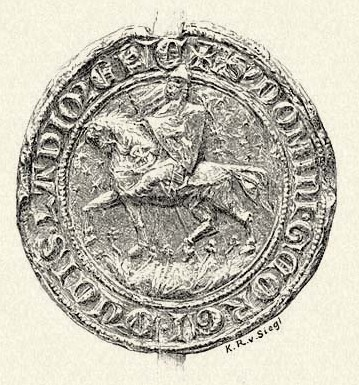
Печатка Юрія І
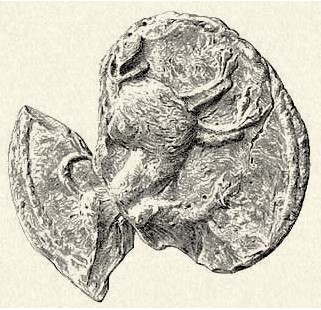
Печатка Лева ІІ

#### Велике князівство Литовське, Руське і Жемайтійське[13]

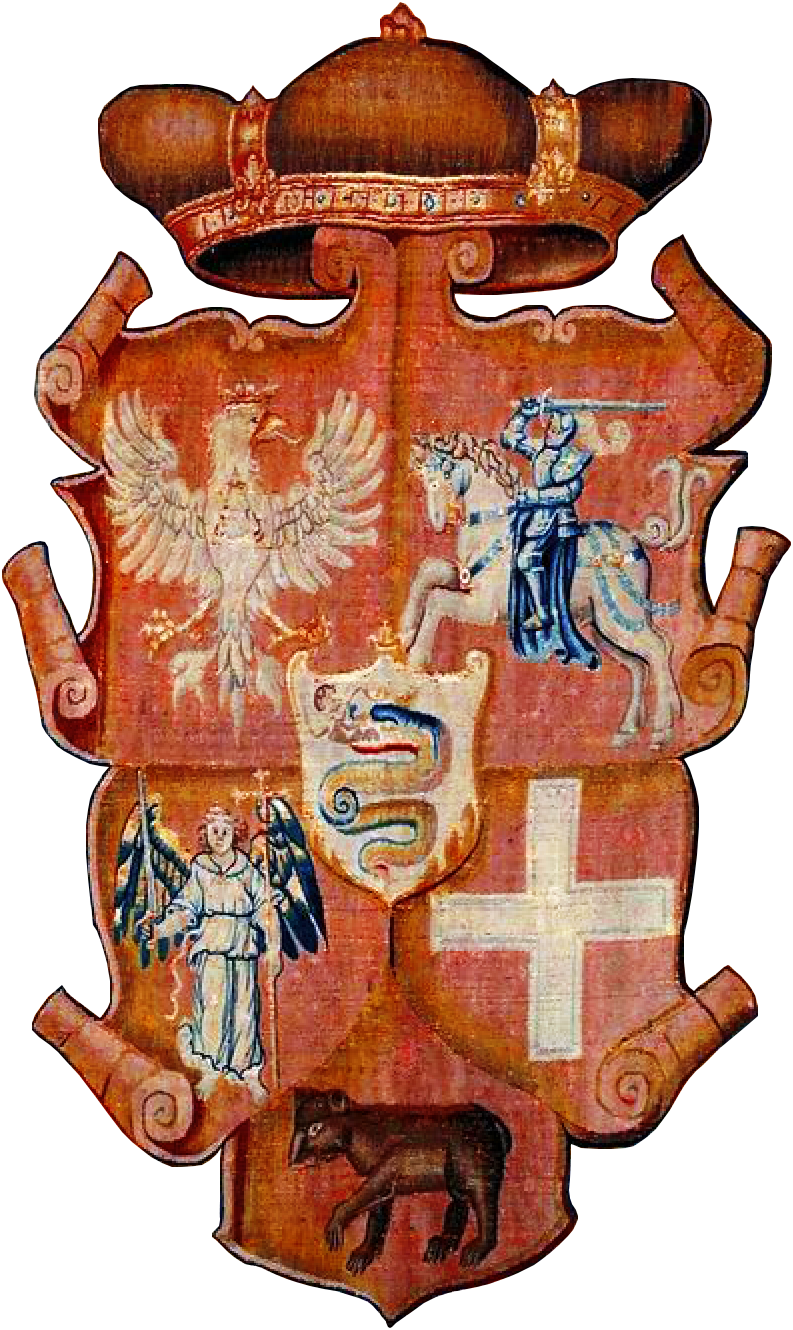
Герб Великого князя Литовського, Руського та інших Сигізмунда II Августа.

Схожість з особистими емблемами Рюриковичів має знак, відомий під назвою «Колюмни» або «Колони Гедиміна», який використовували великі князі литовські. Ця емблема, яку приписується великому князю литовському Гедиміну, використовувалася його нащадками як родовий герб. Перше збережене зображення Колюмнів відноситься до 1386 році, часу правління великого князя литовського Вітовта. «Стовпи Гедиміна» вважаються одними з головних символів Великого князівства Литовського, Руського і Жемайтійського поруч з гербом «Погоня».
Привертає увагу знак Гедиміна з дво- і тризубом — особистими геральдичними емблемами Рюриковичів. Фактично, він побудований за тією ж схемою: підставу у вигляді перевернутої букви «П» з додатковими елементами. З огляду на, що до XIII століття єдина руська держава перестала існувати, численні родинні зв'язки між гілками Рюриковичів і литовськими князями, а також поширення влади великого князя литовського на частину територій, що входили до складу Київської Русі та Королівства Руси, можливо припустити, що «Колюмни» є подальшим розвитком руських княжих емблем.
Також у складі Великого Князівства Литовського, Руського, Жамойтського та інших земель руські землі були представлені земельними та державними гербами. Велика печатка та герб Великого князівства окрім складових гербів Литви (Погоня), Жмуді (Жмудський ведмідь) та Троків (Троцький піхотинець) також містила герб Волинського князівства. Пізніше місце герба Троцького князівства зайняв символ Київської землі — архангел Михаїл.

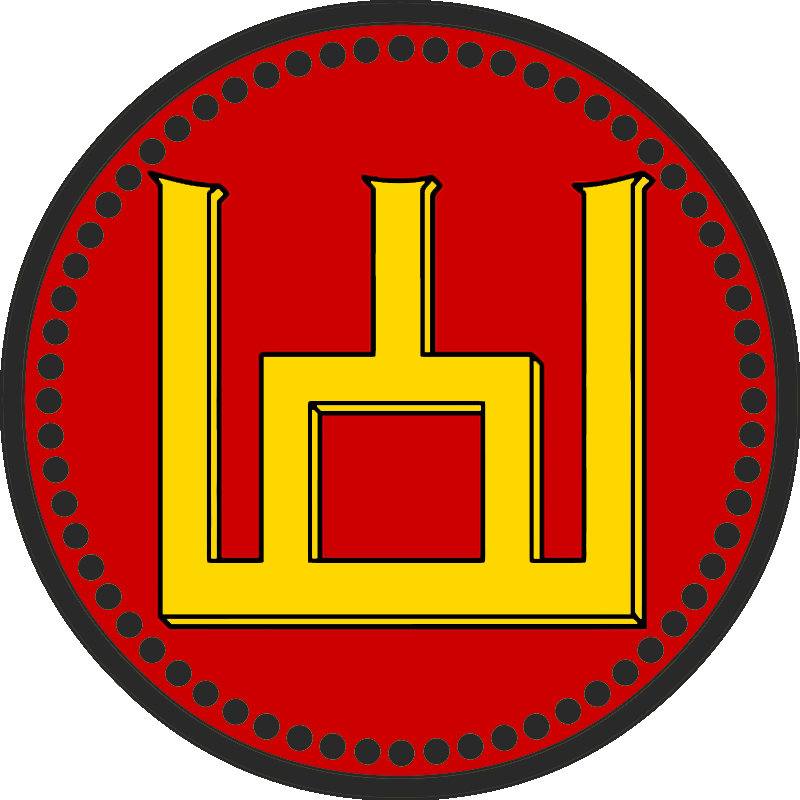
Колюмни 1386
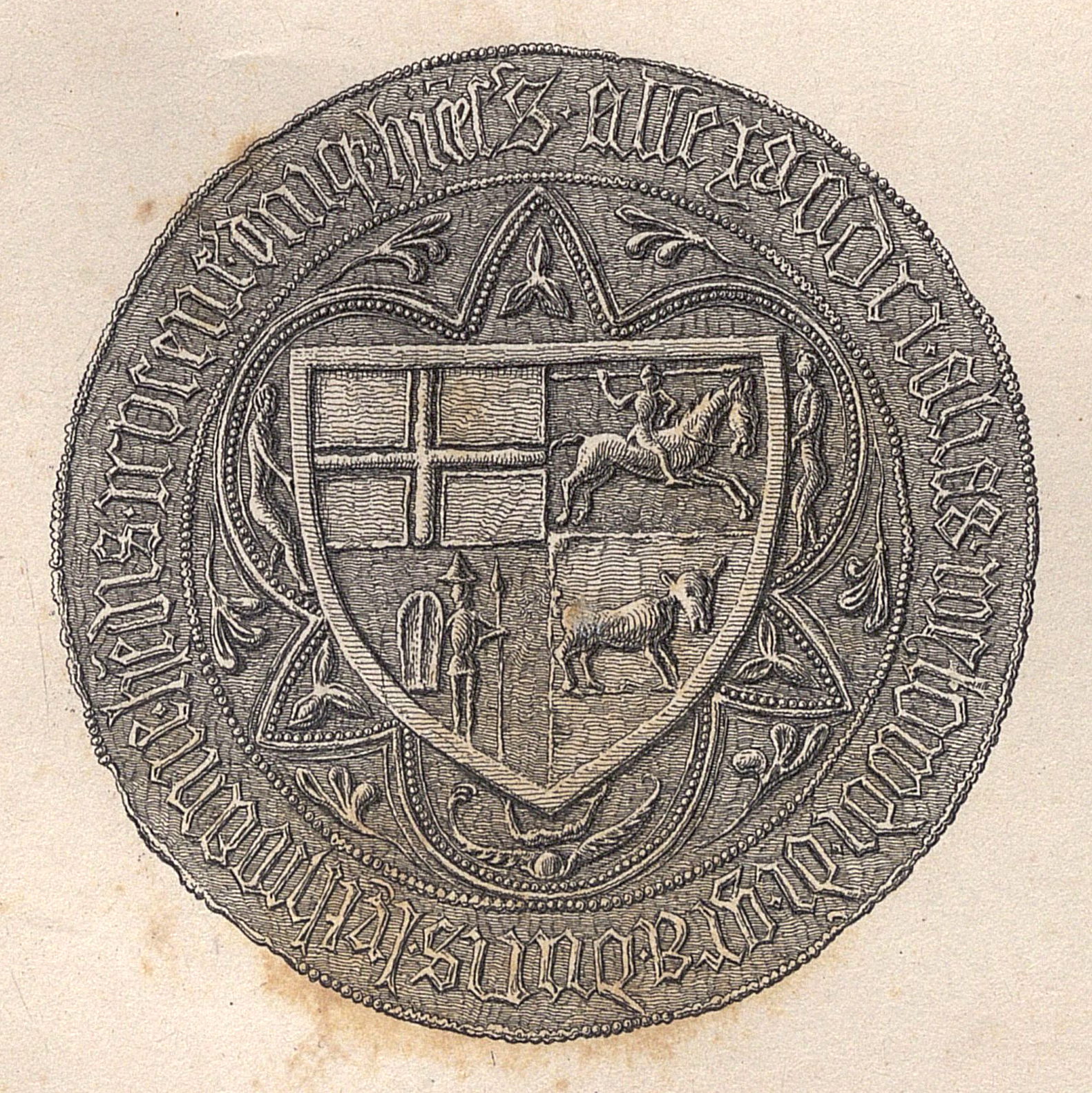
Печатка Вітовта 1404
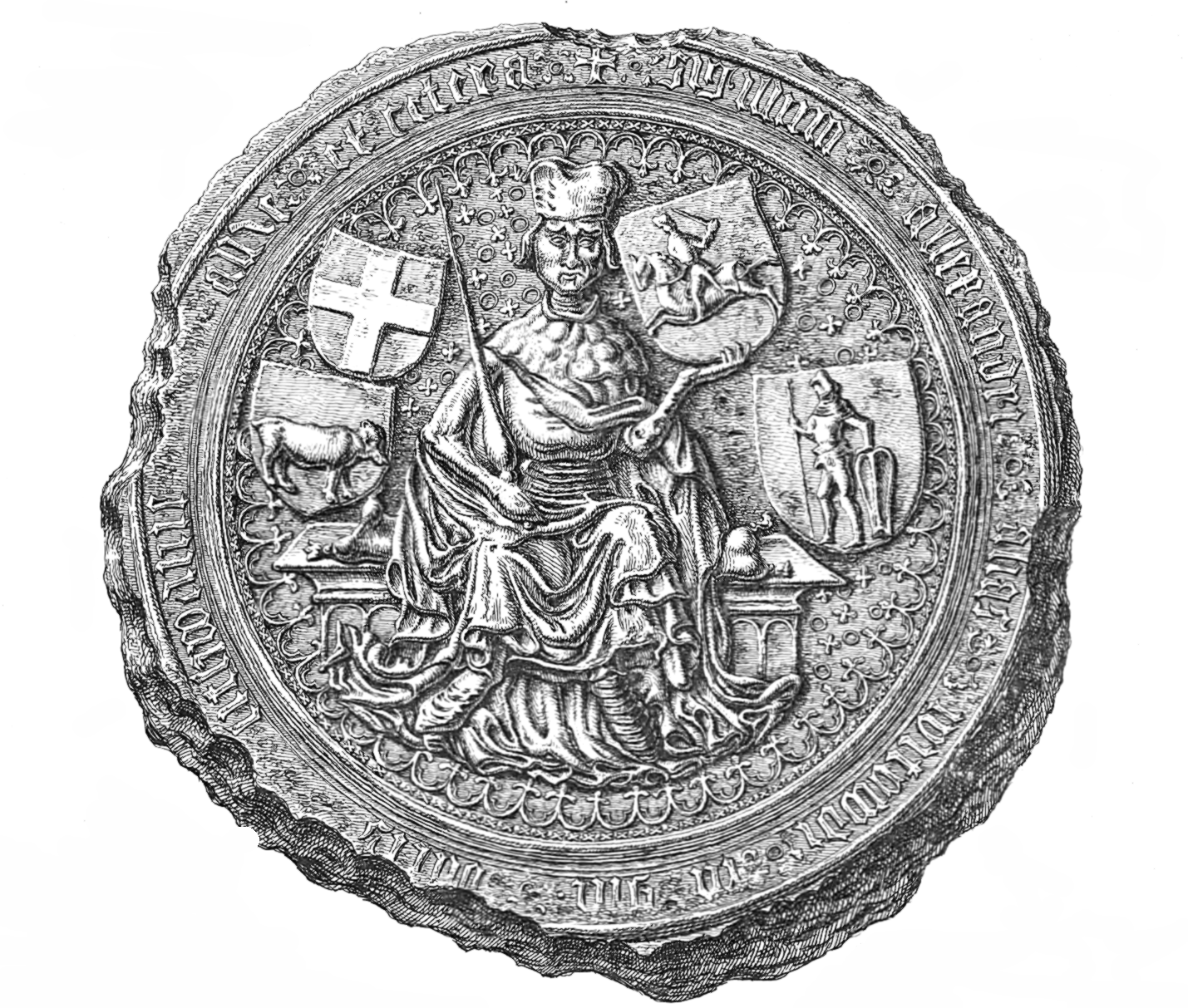
Печатка Вітовта 1407
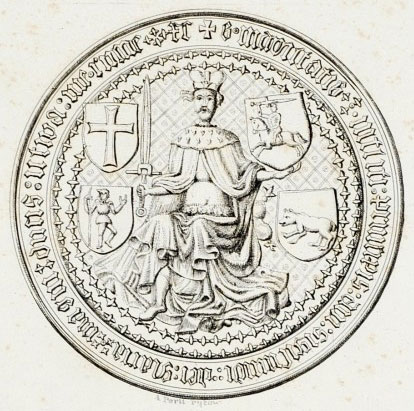
Печатка Сигізмунда 1436

### Річ Посполита
До утворення Речі Посполитої, герб Королівства Руського у символіці короля Польського був представлений гербом Королівства Руси. Герб Королівства Руського (у складі королівства Польщі 1340—1434), пізніше воєводства Руського (1434—1772) був на синьому полі золотий коронований лев, що дереться на скелю.
Своя символіка була у Белзького (1462—1793), Подільського (1434—1793) та Підляського воєводств (1513—1795) Королівства польського.

Герб Великого князівства Литовського
Герб Белзького воєводства
Герб Берестейського воєводства
Герб Волинського воєводства
Герб Руського воєводства
Герб Київського воєводства
Герб Брацлавського воєводства
Герб Подільського воєводства
Герб Чернігівського воєводства

### Військо Запорозьке

Запорожець з самопалом.

Першим оригінальним українським гербом, відомим з 16 століття, був лицар із самопалом, герб Війська Запорозького. Вперше він фіксується на печатці 1592 року. На ній зображено вояка з мушкетом, символ Війська. За легендою 18 століття, поява цього гербу позв'язувалася із військовою реформою короля Речі Посполитої Стефана Баторія.. Втім пов'язувати появу герба Війська Запорозького з реформою Баторія немає підстав, оскільки, по-перше, в першоджерелах про реформи Баторія немає жодної згадки про надання герба козакам; по-друге, герб використовувало нереєстрове козацтво, без згадок королівського титулу. Ймовірно, герб Війська Запорозького мав місцеве українське походження — він виник з ініціативи козацтва для обґрунтування привілейованого статусу та політичної ваги запорозького козацтва.
Сталих кольорів герб Війська не мав. У XVIII столітті на полкових і сотенних прапорах Гетьманщини лицаря зображали у червоному або позолоченому жупані на блакитному або золотому тлі.
Герб «лицаря із самопалом» використовувався на більшості козацьких військових печатках кінця 16 — першої половини 17 століття, печатках гетьманів та кошових отаманів. Виняток становила печатка Івана Виговського, що використав на печатці свій герб. Після розколу козацької держави Хмельницького в середині 17 століття на Військо Запорозьке Городове (Гетьманщину) та Військо Запорозьке Низове (Запорожжя) герб «лицаря із самопалом» використовували обидва утворення. На відміну від городових козаків, низовики додали до традиційного герба спис.

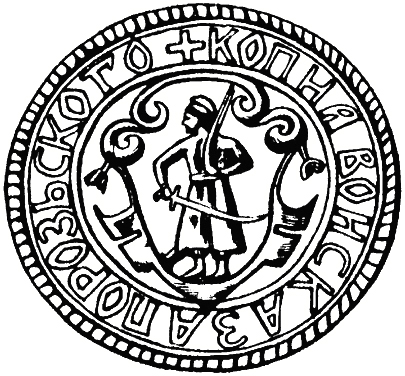
1592
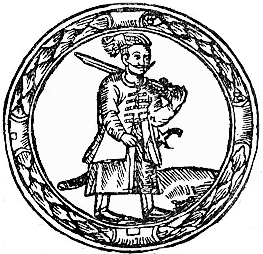
1622
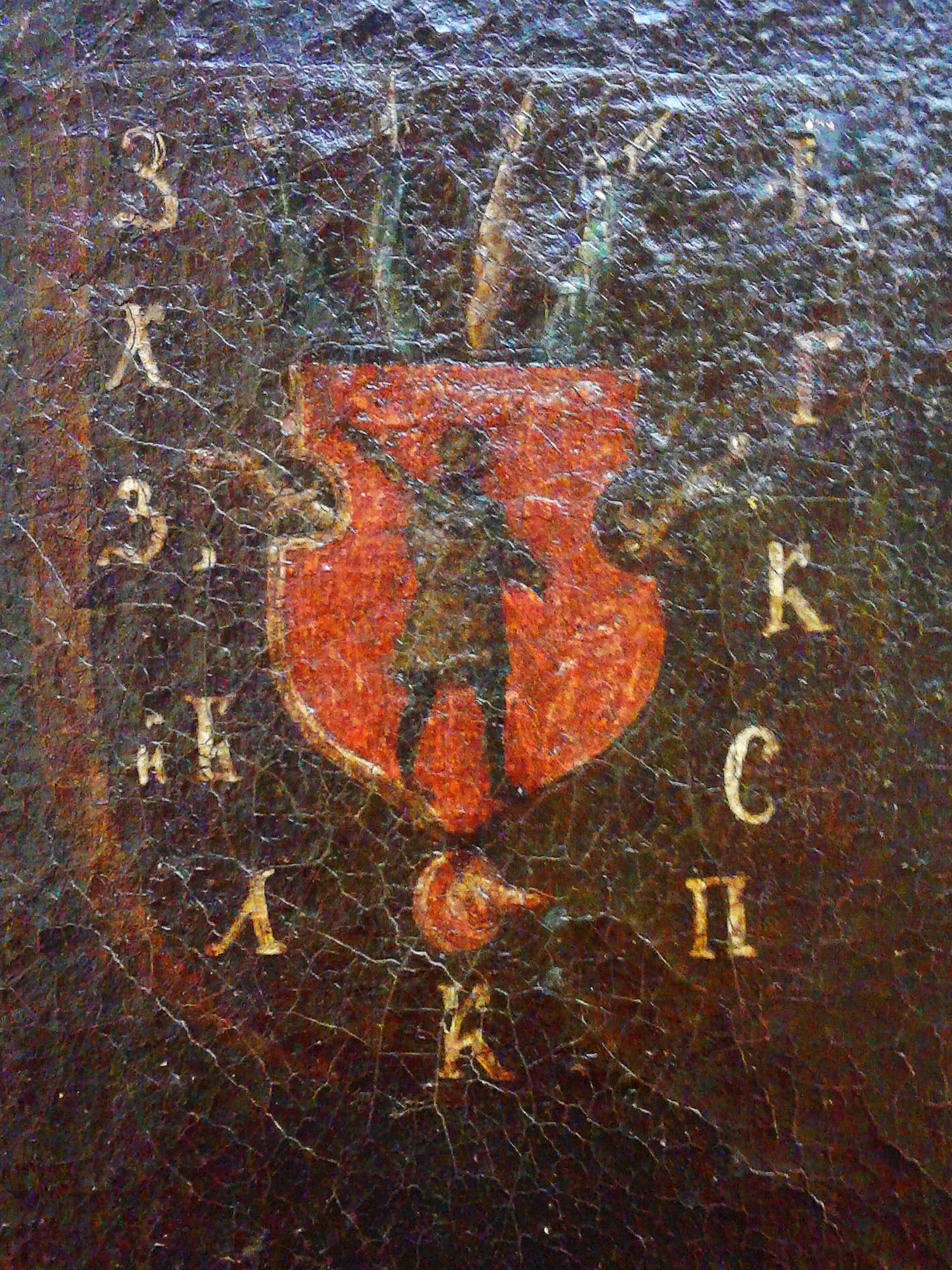
Фрагмент портрета Б. Хмельницького, к. XVII ст.
1708 (Гетьманщина)
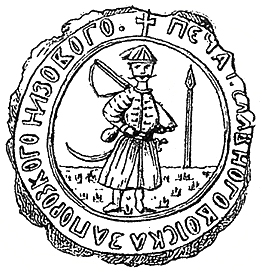
1734 (Низ)

Герб Гетьманщини часів ІІ Малоросійської колегії

Вперше великий герб з'явився в Україні у результаті діяльності Другої малоросійської колегії. 1765 року її президент граф Румянцев запропонував замінити стару печатку із козаком (гербом Війська Запорозького) новим знаком і подав два «абриси на апробацію: один із щитотримачами-малоросіянами з бунчуком, а інший — під короною імператорською з сінню, щити ж під короною княжою». На щиті розміщувалися герби п'яти князівств, які колись були на території Гетьманщини: Київського — срібний Архангел Михаїл на блакитному тлі, Переяславського — срібна вежа на червоному тлі, Стародубського — срібний дуб на червоному тлі, Сіверського — золотий мур на червоному тлі, Чернігівського — чорний орел із золотим хрестом на срібному тлі, в центрі — герб Російської імперії у вигляді двоголового орла з Юрієм Змієборцем на щитку.
На дану пропозицію геральдична контора зауважила, що недоцільно Державний Герб Росії розміщувати в центральному щитку, адже так може скластися враження, що Росія є часткою чи князівством Малоросії. Саме тому затвержений імператрицею варіант великого герба Малоросії був таким: на золотому щиті імператорський орел, що тримає на грудях щиток з гербами п'яти малоросійських князівств покритий князівською короною, щит розташований під сінню, яку покриває імператорська корона. Герб із щитотримачами імперський уряд відкинув з бажання позбутися згадки про козацтво і хоч якогось натяку на попередній герб Гетьманщини. Таким чином, даний герб став об'єктивно відображати статус Гетьманщини часів Другої малоросійської колегії — статус обмеженої автономії в рамках імперії.

### Українська символіка в імперській геральдиці

#### Російська імперія

Проєкт герба відродженої Речі Посполитої часів Січневого повстання 1863 року із використанням Архангела Михаїла як символу Великого князівства Руського (козацької України)

З ліквідацією 1781 р. традиційного адміністративного устрою Малоросія втратила свій Великий герб. До 1917 р. символи українських земель виринали тільки на великому гербі Російської імперії: герби Київщини — Архангел Михаїл, Волині — срібний лицарський хрест на червоному тлі, Поділля — золоте сонце під хрестом на блакитному тлі, Чернігівщини — чорний коронований орел з хрестом, Таврії — чорний двоголовий коронований орел з блакитним щитком та золотим хрестом на грудях.
Крім того, Україна була представлена губернськими гербами. Так, українці становили більшість у Чернігівській, Полтавській, Харківській, Київській, Волинській, Подільській, Катеринославській, Таврійській, Херсонській, Холмській губерніях та Кубанській області. Значний відсоток українців проживало у Курській, Воронізькій, Бессарабській, Мінській, Гродненській, Ставропольській губерніях та області Війська донського.
Архангел Михаїл активно вживався як соборний символ Наддніпрянської України в XIX — на початку XX століття.

Герб Бессарабської губернії
Герб Воронезької губернії
Герб Волинської губернії
Герб Гроденської губернії
Герб Катеринославської губернії
Герб Київської губернії
Герб Курської губернії
Герб Подільської губернії
Герб Полтавської губернії
Герб Ставропольської губернії
Герб Таврійської губернії
Герб Харківської губернії
Герб Херсонської губернії
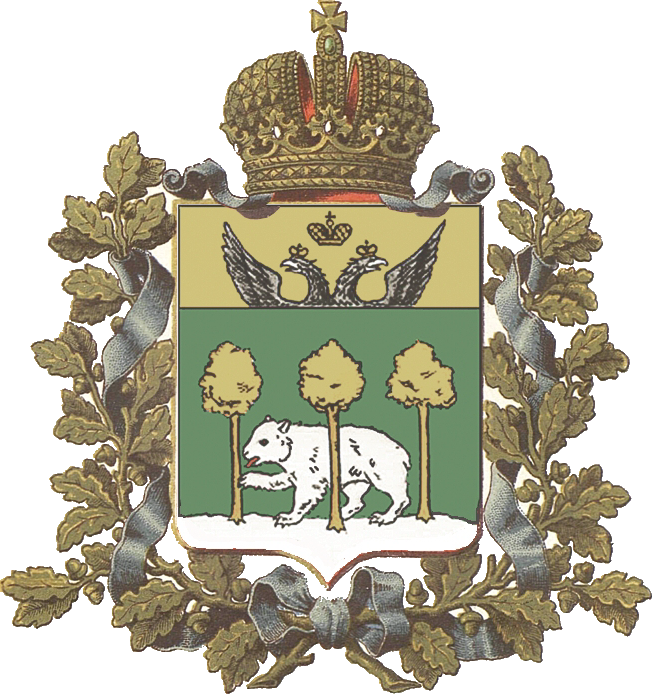
Герб Холмської губернії
Герб Чернігівської губернії
Герб Області Війська Донського
Герб Кубанської області

#### Імперія Габсбургів

«Руський лев» на кокарді Українських січових стрільців.

Українські землі, що входили до складу Австрійської (Австро-Угорської) імперії були представлені на великому гербі. Це герб королівства Галичини та Володимирії та герб Великого герцогства Буковини.
В результаті першого поділу Речі Посполитої 1772 року Галичина відійшла до Австрії. На захоплених землях було відроджено Королівство Галичини та Володимирії, титулярними монархами якого Габсбурги були з 1526 від імператора Фердинанда І. Земельним гербом новоствореної провінції став герб, який вживали угорські королі для підкреслення своїх претензій на галицький престол.
Герб герцогства Буковина в складі Австрійської імперії був наданий привілеєм цісаря Франца-Йосифа 9 грудня 1862 р. Щит розтятий, права половина червоного, ліва — синього кольорів. В щиті — чорна голова тура з червоними очима та три шестипроменеві зірки.
Закарпаття у складі Угорського королівства не мало єдиного адміністративного статусу, тому місцевих українців представляли герби чотирьох комітатів.
Незважаючи на затверджені владою офіційні символи Галичини, українці продовжували використовувати історичний герб. Так, коли 1848 року під час Весни народів постало питання про національний герб українців, Головна Руська рада затвердила таким символом герб Королівства Руського (на блакитному полі золотий лев, що дереться на скелю). Герб було подано у часописі «Зоря галицька» 27 червня 1848 року. У народі герб отримав назву «руський лев».
В часи Першої світової війни відбулася спроба розробити герб соборної України. Дану розробку здійснила пресова квартира Українських січових стрільців 1915-1916 рр. За проєктом І. Іванця Жіночий комітет у Львові виготовив стрілецький прапор з архангелом Михаїлом, в руці якого був щит з Галицьким левом, що підкреслювало єдність Галичини і Наддніпрянщини. Прапор посвятив у Розвадові під Львовом 28 жовтня 1917 р. митрополит Андрей Шептицький.

Герб Королівства Галичини та Володимирії з великим герцогством Краків і герцогствами Аушвіц і Затор у складі Австрійської (Австро-Угорської) імперії (1782)
Герб Королівства Галичини та Володимирії (1851–1919)
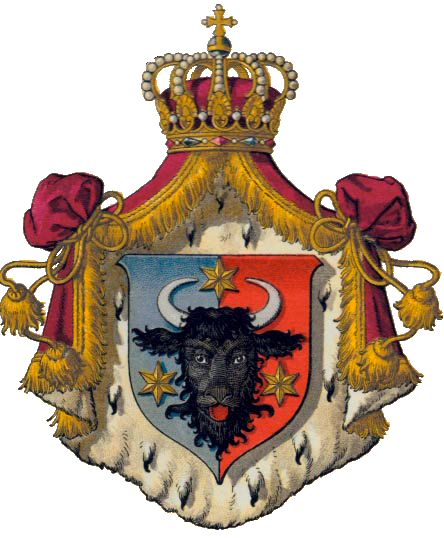
Герб герцогства Буковина у складі Австрійської (Австро-Угорської) імперії (1862—1918)
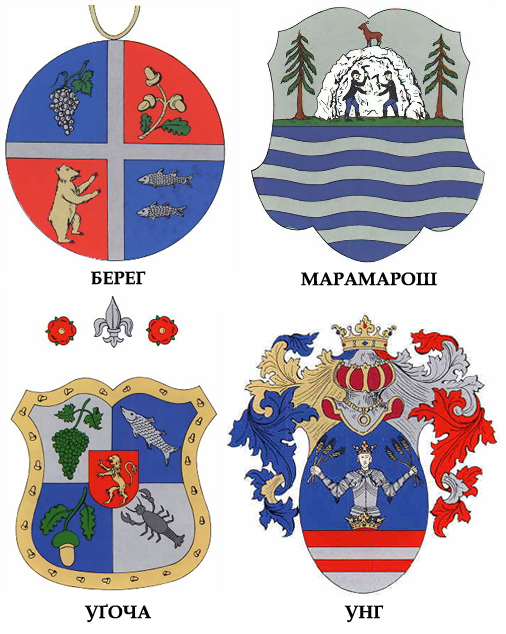
Герби «українських» комітатів Угорщини: Берег, Мармарош, Уґоча, Унґ
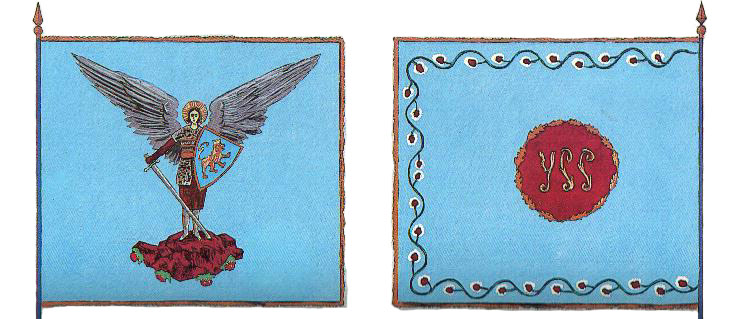
Прапор Січових Стрільців

### Українська символіка часів визвольних змагань

#### Українська Народна республіка

Проєкти герба УНР 1917 (реконструкція):
1. літера «У»
2. абревіатура «УNР»
3. зірки за кількістю земель УНР
4. зірки за кількістю літер в слові «Україна»
5. Проєкт великого герба Грушевського.

Революційні події 1917 року відродили українську державність і поставили на порядок денний питання державного герба України. Але лише проголошення незалежності УНР спонукало творців української держави перейти до конкретних заходів герботворення. Саме тоді, у листопаді 1917 р. за ініціативою Генерального секретаря освіти було створено комісію з питання про герб УНР.
Пропонувалися різні варіанти: (1) використати історичні символи — «козака із мушкетом» або Архистратига Михаїла, (2) запозичити досвід творення символіки Франції — на синьому полі герба розмістити літеру «У» або абревіатуру «УНР», або (3) скопіювати емблему США — на синьому полі герба помістити золоті зірки за кількістю земель України або літер у слові «Україна». Серед різноманітних проєктів державного герба, з'явилася ідея великого герба. Зокрема, історик Михайло Грушевський запропонував намалювати золотий плуг на синьому полі як символ творчої мирної праці, а навколо нього державні знаки старої України — тризуб Володимира, герб Галицько-Волинського князівства (святий Юрій з галицько-волинським левом на щиті), козак Війська Запорозького, київська куша та львівський лев. Вінчати гербовий щит мусив голуб з гілкою оливи, як вісник національного замирення і спокою. Ці символи, на думку вченого, підкреслювали культурний характер Української республіки. Проте, робота комісії так і не була завершена.
У статті «Український герб» Михайло Грушевський писав, що лев це «герб міста Львова (не Галичини)» і він не має претензії вважатися гербовим знаком України.
25 лютого (12 лютого за старим стилем) 1918 року в Коростені Українська Центральна Рада ухвалила Закон про державний герб України, згідно з яким «Гербом Української Народної Республiки приймається знак Київської Держави часiв Володимира Святого». На це рішення вплинуло зокрема те, що Тризуб набув популярності в країні, оскільки його було зображено на нововведених у грудні 1917 року карбованцях. 22 березня 1918 було встановлено малюнки великого та малого державних гербів, за проєктом В. Кричевського.

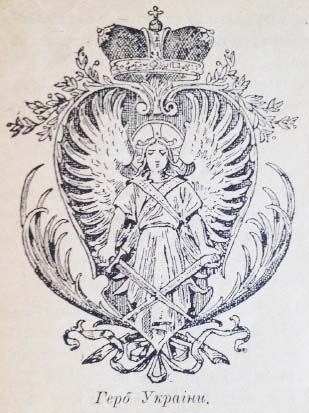
Інтерпретація герба України за символом Київщини («Катехізм Українця», 1917)
Малий герб (В. Кричевський, 1918)
Малий герб (сучасна інтерпретація в кольорі) (В. Кричевський, 1918)
Великий герб (В. Кричевський, 1918)
Великий герб (сучасна інтерпретація в кольорі) (В. Кричевський, 1918)

Авторитетні знавці геральдики того часу, В. Модзалевський і Г. Нарбут висловили закид авторові — відомому митцеві професорові В. Кричевському, що він, малюючи герб, робив це тільки як художник, «не звертаючи ніякої уваги на вимоги геральдики і навіть цілком незнайомий з нею». Згодом їх підтримали й інші фахівці, які вбачали основні хиби гербів у різному відтворенні на кожному з них «знака Володимира», не геральдичному його оздобленні у вигляді ромбів, а також у невиразності орнаменту. Не був досконалим і сам закон 1918 р., зокрема в його тексті не дано опису гербів, не зазначено їхніх розмірів тощо. На це вказав у праці «Історичні та правні основи українського державного герба» професор Володимир Трембіцький.
З 22 січня 1919 року згідно з законом про Злуку Тризуб став використовуватися і як герб Західної області УНР. Залишався він гербом гетьманської держави П. Скоропадського, а також Директорії.
Уперше спроба конституційно оформити Тризуб як Державний Герб України була зроблена у травні 1920 у проєкті Конституції, розробленому Всеукраїнською Національною Радою, а вдруге — спеціальною «Урядовою Комісією по виготовленню Конституції Української Держави» 1 жовтня того ж року.

#### Українська Держава (1918)

Проєкт герба Української Держави.

29 квітня 1918 року, з приходом до влади гетьмана Павла Скоропадського, перед керівництвом новоутвореної Української Держави постало питання вироблення нової державної символіки. Розробка Великої Державної Печатки та Державного Герба Української Держави 1918 року була доручена українському художнику Георгію Нарбуту.
18 липня 1918 року Нарбут розробив малу Державну Печатку. В її центр розмішувався Державний Герб, обрамлений у коло. По внутрішніх боках цього кола містився вироблений нарбутівським шрифтом напис — «УКРАЇNСЬКА» (праворуч від емблеми) «ДЕРЖАВА» (ліворуч від емблеми).
На середину листопада 1918 року митець підготував проєкт Державного Герба. Він був складений на основі національної символіки гетьманської держави Війська Запорозького 18 століття. В центрі синього восьмикутного щита розміщувався обернений праворуч козак. Він був одягнений у золоті орнаментовані шати і ніс мушкет на лівому плечі. Над щитом височів золотий тризуб — знак Великого князя Володимира. Щит оточував срібний картуш, підбитий багрянцем, виконаний у рослинному бароковому стилі. 24 листопада цей проєкт і проєкт печатки розглядала спеціальна комісія, яка загалом схвалила запропоновані варіанти і висловила дрібні зауваження. Однак нові герб Української Держави і печатка так і не отримали офіційного затвердження.
Документи свідчать, що Георгій Нарбут розробив і проєкти великого Герба Української Держави, навколо центральної частини якого мали бути розміщені ще й герби етнічних українських земель. Малюнок проєкту та його опис не зберігся.

Перший варіант печатки Української Держави (на основі печатки УНР)[27][28]
Печатка Української Держави (затверджена 18 липня 1918 року[29])

#### Західно-Українська народна республіка

Герб ЗУНР

У 1918 році уряд Західноукраїнської Народної Республіки затверджує свій державний герб:
|  | Золотий лев на синім полі, обернений у свою праву сторону. |

#### Кубанська народна республіка

Герб Кубанської Народної Республіки

1917 р. на Кубані сформувалася автономна влада (Рада й уряд), очолена представниками козацького війська і місцевими лібералами. 23 лютого 1919 року кубанською Радою разом з останньою державною символікою був державний герб. Головною його фігурою є «вишка» — традиційна дерев'яна сторожова вежа кавказьких козаків. Існує кілька варіантів цього герба, котрий, здається, ніколи не був остаточно оформлений. Перед вишкою або під нею можуть бути схрещені запорізька шабля та кавказька шашка.
В кубанській еміграції був вживаний міграційний варіант герба 1919 р.: щит розтятий, у правому срібному полі — запорожець-чорноморець у малиновому жупані й синіх шароварах стоїть на зеленій землі й тримає рушницю та малиновий прапор зі срібним хрестом; у лівому полі — герб 1919 р.; внизу зображений золотий півмісяць. Півмісяць, очевидно, символізує черкесів та інших мусульман краю.

#### Карпатська Україна

Герб Карпатської України

Герб Закарпаття виник в процесі розробки герба Чехословаччини. Згідно з офіційно прийнятою концепцією герба Чехословацької республіки, він повинен був складатися з власне чеського щитка і земельних гербів складових республіки: Словаччини, Сілезії, Моравії і Підкарпатській Русі. Всі землі, за винятком останньої, мали свої історичні герби. З січня 1920 року чехословацька влада зверталася до Адміністрації Підкарпатської Русі з проханням прислати свої пропозиції щодо земельного герба. Відповідь з Ужгорода містила відомості про те, що одна частина населення бажає бачити в гербі українські національні синьо-жовті кольори, а інша — біло-сині або синьо-червоні. Весною 1920 року професор Празького університету Густав Фрідріх підготував проєкт герба: щит розтятий, у першому синьому полі три золоті пояси, в другому срібному полі червлений ведмідь (на помилкову думку професора ведмідь був елементом міського герба Ужгорода). 10 березня 1920 року до Праги прибула делегація підкарпатської Центральної Руської Народної Ради, яка висловила задоволення проєктом. Герб Підкарпатської Русі став складовою частиною затверджених Законом № 252/1920 Sb від 30 березня 1920 року Середнього і Великого гербів Чехословаччини.
1939 року населення Закарпаття проголосило незалежність держави Карпатська Україна. Державний герб республіки був затверджений 15 березня 1939 року в Хусті. Ним став старий герб Підкарпатської Русі, перша синя смуга якого була увінчана тризубом Володимира Великого з хрестом на середньому зубі.

#### Герб в екзилі

Ескіз Великого герба України Миколи Битинського

Ідея Великого Герба все ж жевріла у середовищі української еміграції. 1939 року, в передчутті важливих світових змін, з надією на відродження незалежної України на замовлення уряду УНР в екзилі художник Микола Битинський створив комплекс символів України — великого, середнього й малого державних гербів. Лейтмотивом цієї праці стала соборність українських земель, що на час створення проєктів перебували в складі різних державних утворень: Чехословаччини, Польської республіки, Румунського королівства, СРСР.
Малий герб складався із золотого тризуба на блакитному щиті. Середній герб містив п'ять регіональних гербів, розміщених на одному щиті, в центрі якого розташовувався малий герб. Регіональними гербами були (1) герб Київщини як символ Наддніпрянської України — срібний архангел Михаїл, що вбиває списом золотого змія, на малиновому тлі; (2) герб Львівщини як символ Галичини — золотий коронований лев на блакитному тлі; (3) герб Буковини і Бессарабії — золота голова бика на червоному тлі, над якою розташовувалася зірка, а по обох боках — місяць і троянда; (4) герб Карпатської України — чорний ведмідь на білому тлі, ліворуч якого три золоті смуги на блакитному тлі; (5) герб Кубані як символ українського козацтва — запорожець у малиновому строї, що стоїть на зеленому острові, з малиновим стягом із білим хрестом, та рушницею.
Великий герб мав складніший малюнок. В його центрі містився малий герб, який підтримували срібний архангел Михаїл та золотий коронований лев — уособлення столиць Київської Русі та Галицько-Волинського князівства. Щит малого герба був оточений срібно-золотим ланцюгом Знака гідності Голови Української Держави. Під щитом були покладені навхрест клейноди українського козацтва на золотих ратищах — золота корогва з хрестом та срібний бунчук. Уся центральна композиція оточувалася вінком, лівий бік якого був сплетений з лаврового, а правий — з дубового листя. Знизу вінок переплітався жовто-блакитною стрічкою. На вінку були розташовані п'ять гербів основних українських земель: Правобережжя, Лівобережжя, Галичини-Буковини, Закарпаття та Кубань. Проєкт Битинського був популярним у середовищі української діаспори аж до часів проголошення незалежності України.

Правобережжя
Лівобережжя
Галичина-Буковина
Закарпаття
Кубань

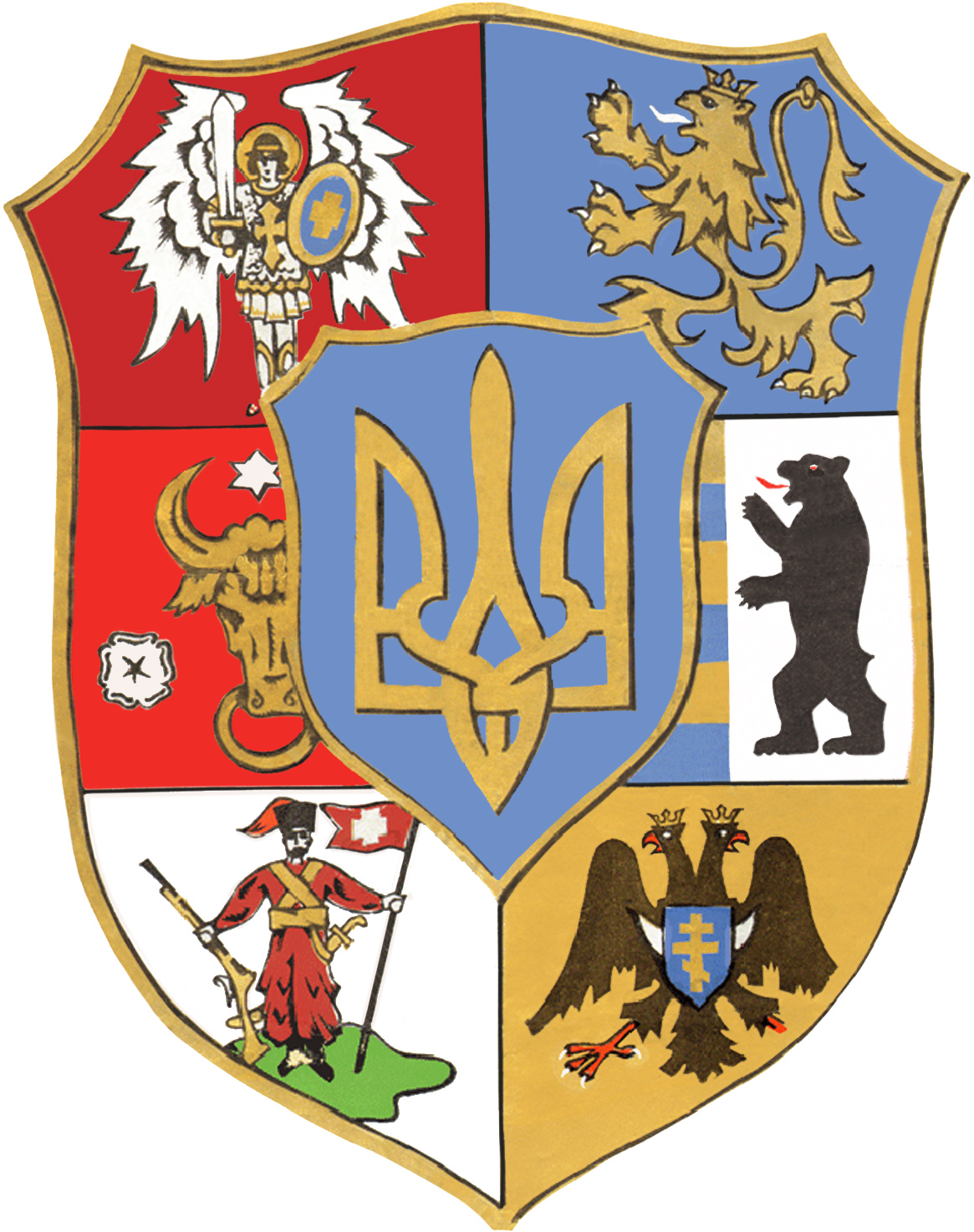
Ескіз середнього герба України (варіант)
Середній і малий герби.

#### Українська держава (1941)
Гербом Української держави, проголошеної 30 червня 1941 року став традиційний Тризуб.

Печатка Української Держави
Печатка Українського державного правління

### Радянська Україна
Опис першого герба УСРР було закріплено в Конституції 1919 року (ст. 34). Герб був повністю тотожний гербу РСФРР: на червоному полі золоті серп і молот на тлі променів висхідного сонця, щит оточувало колосся пшениці, знизу розташовувалася стрічка з девізом «Пролетарі всіх країн, єднайтеся!» на російській і українській мовах. Частенько зображення герба УСРР копіювалося з герба РРФСР (зі зміненими написами).
1929 року герб зазнав видозмін: гасло «Пролетарі всіх країн єднайтеся» залишилося лише українською мовою.
«Сталінська» Конституція (30 січня 1937 року) трохи змінила герб і прапор УРСР (ст. 143): на гербі змінилася абревіатура «УРСР» замість «УСРР», стало більше сонячних променів, погустішав вінок.
Літом 1947 року в ЦК КП(б)У обговорювалося питання про приведення герба УРСР до єдиного в СРСР стандарту: у верхню частину вирішили додати зірку, поміняти розташування написів. Після листування з Москвою (Сталіним) проєкт дістав схвалення. Указом Президії Верховної Ради УРСР від 21 листопада 1949 року і законом, прийнятою Верховною Радою УРСР 5 липня 1950 року, у горішній частині герба УРСР була додана червона п'ятипроменева зірка, замість девізу внизу герба почало поміщатися найменування республіки українською мовою, а девіз на українській і російській мовах перенесений на бічні витки червоної стрічки.
У Конституції УРСР (ред. 1989 р.) герб був описаний у статті 166:
|  | Державним гербом Української Радянської Соціалістичної Республіки є зображення серпа і молота, поміщених на щиті в променях сонця і в обрамленні колосся, з написом на стрічці: внизу вінка — "Українська РСР", на правому витку — "Пролетарии всех стран, соединяйтесь!", на лівому — "Пролетарі всіх країн, єднайтеся!". Над щитом між колосками — п'ятипроменева зірка. |

Герб УСРР (1918)
Герб УСРР (1919-29 рр.)
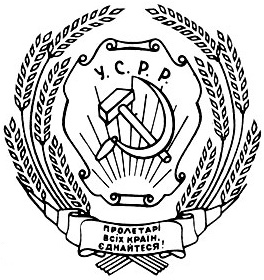
Герб УСРР (1929-37 рр.)
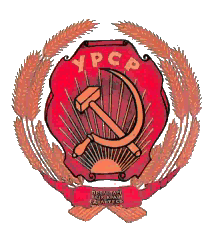
Герб УРСР (1937-49 рр.)
Герб УРСР (1949-92 рр.)

У радянській Україні тризуб піддавався офіційній дискредитації, попри це залишаючись символом національно-визвольного руху.

## Великий Державний Герб України

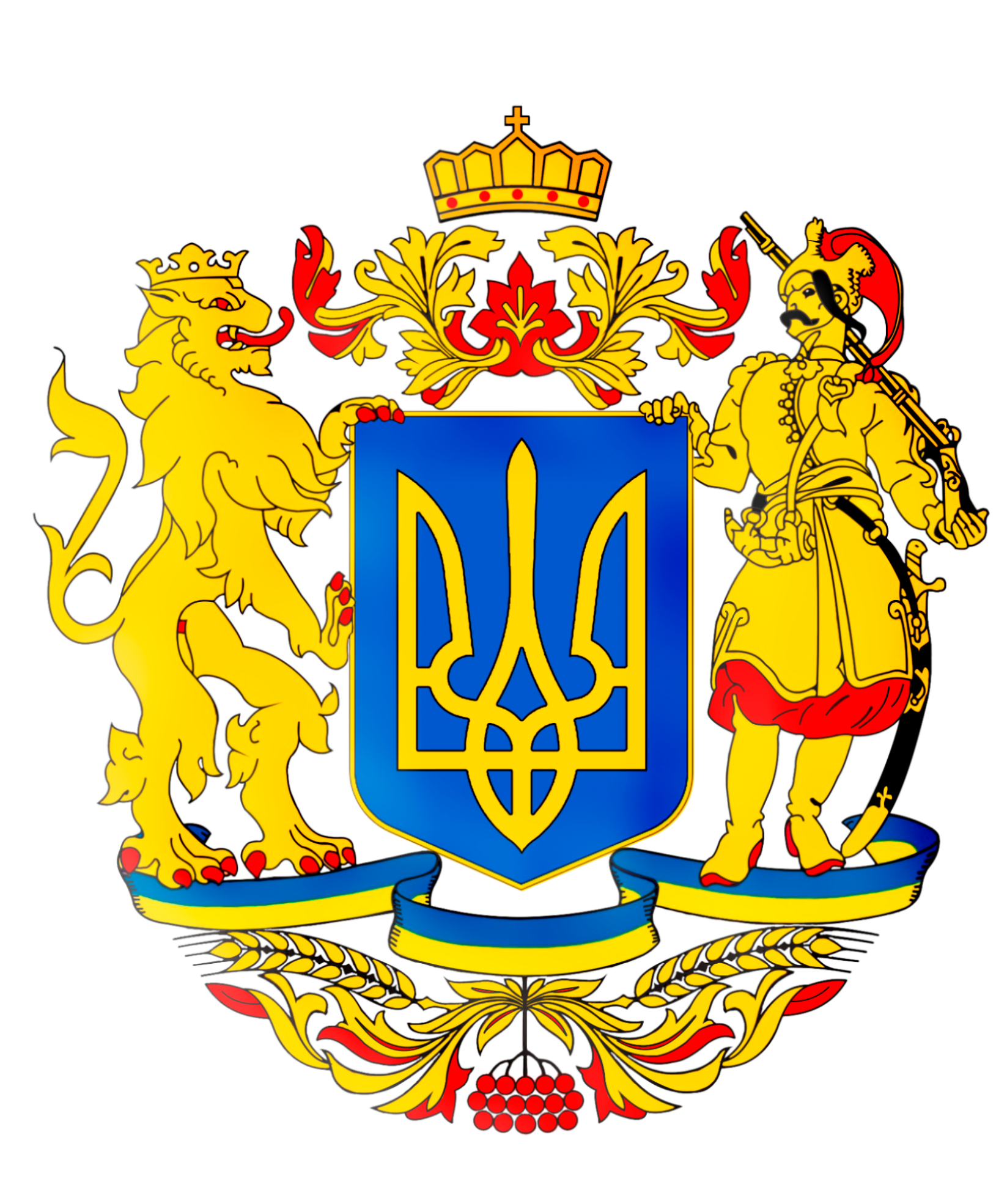
Переможець конкурсу ескізів великого державного герба України 2007—2009 років

Великий державний герб України— офіційний символ держави Україна, передбачений статтею 20 Конституції України.
Від початку затвердження Тризуб вважався малим гербом України, головним елементом великого герба. Конституція України у Статті 20 містить тезу, що Тризуб є головним елементом великого Державного Герба України. Проте, питання великого герба наразі так і не розв'язане.
Верховна Рада України на засіданні 24 серпня 2021 року в День Незалежності підтримала проєкт закону про великий герб у першому читанні. Згідно із проєктом: 
|  | Державний Герб України є державним символом України, головним елементом якого є Знак Княжої Держави Володимира Великого (малий Державний Герб України) золотого кольору, розміщений на синьому п'ятисторонньому щиті із заокругленими нижніми бічними кутами із золотою облямівкою; над щитом – зображення великокняжого вінця (корони) Ярослава Мудрого та пурпурово-золотого намету у вигляді рослинного орнаменту; щит тримають: з лівого боку – лев (герб Галицько-Волинського князівства), з правого – воїн-козак із рушницею (герб Війська Запорозького); під щитом – стрічка із двох рівновеликих горизонтальних смуг синього і жовтого кольорів, під стрічкою – два золоті колоски пшениці, переплетені кетягом калини пурпурового кольору зі стилізованим листям пурпурово-золотого кольору. Зображення лева та воїна-козака виконані золотим кольором з елементами пурпурового. |